# Cantorchilus
Cantorchilus es un género de aves paseriformes perteneciente a la familia Troglodytidae, que agrupa a especies nativas de la América tropical (Neotrópico), donde se distribuyen desde el sur de México a través de América Central y del Sur hasta el sur de Brasil y Paraguay. Son conocidos popularmente como cucaracheros o ratonas.

## Lista de especies
Según la clasificación de referencia del Congreso Ornitológico Internacional y la clasificación Clements checklist v.2016, este género agrupa a las siguientes 12 especies, con su respectivo nombre común de acuerdo con la Sociedad Española de Ornitología (SEO), u otro cuando referenciado:
- Cantorchilus modestus (Cabanis, 1861) - cucarachero modesto;
- Cantorchilus zeledoni (Ridgway, 1878) - cucarachero de Zeledón;[6]
- Cantorchilus elutus (Bangs, 1902) - cucarachero del istmo;[7]
- Cantorchilus leucotis (Lafresnaye, 1845 - cucarachero pechihabano;
- Cantorchilus superciliaris (Lawrence, 1869) - cucarachero cejón;
- Cantorchilus guarayanus (Orbigny  & Lafresnaye, 1837) - cucarachero del Guarayos;
- Cantorchilus longirostris (Vieillot, 1819) - cucarachero piquilargo;
- Cantorchilus griseus (Todd, 1925) - cucarachero gris;
- Cantorchilus semibadius (Salvin, 1870) - cucarachero ribereño;
- Cantorchilus nigricapillus (Sclater PL, 1860) - cucarachero cabecinegro;
- Cantorchilus thoracicus (Salvin, 1865) - cucarachero pechirrayado;
- Cantorchilus leucopogon (Salvadori & Festa, 1899) - cucarachero gorgirrayado.

## Taxonomía
- Las especies que lo conforman, anteriormente estaban incluidas dentro del género Thryothorus, pero los estudios genéticos de Mann et al. (2006),[8] complementados por los estudios vocales de Mann et al. (2009),[9] demostraron que este género no era monofilético, por lo que sus integrantes fueron clasificadas en 4 clados separados: el propio Thryothorus, Pheugopedius, Thryophilus, y el presente Cantorchilus, agrupando a las  especies descendientes de un antepasado común de las especies anteriormente designadas como [Thryothorus] leucopogon y [Thryothorus] longirostris. Las modificaciones taxonómicas fueron aprobadas en la Propuesta N° 408-411 al South American Classification Committee (SACC).[10]

- Los taxones C. zeledoni y C. elutus fueron recientemente separados de C. modestus siguiendo los estudios genéticos y morfológicos de Saucier et al. (2015),[11] lo que fue aprobado en la Propuesta 2016-C-13 al North and Middle American Classification Committe.[12]